# José Andrés
Pour les articles homonymes, voir Andrés.
Andrés  Puerta est un nom espagnol. Le premier nom de famille, en général paternel, est Andrés ; le second, en général maternel, souvent omis, est Puerta.
José Ramón Andrés Puerta (né le 13 juillet 1969) est un cuisinier espagnol et américain connu pour avoir popularisé les tapas aux États-Unis. Il possède des restaurants à Washington, D.C., Los Angeles, Las Vegas, South Beach, Orlando, New York et Frisco.
Il a créé World Central Kitchen, une ONG dont le but est de fournir des repas aux personnes victimes de catastrophes naturelles. Il a reçu la National Humanities Medal en 2015.

## Reconnaissance
- Pour son travail avec WCK, José Andrés a remporté le prix 2018 de la Fondation James Beard pour l'humanitaire de l'année.
- Reconnaissant son travail avec WCK, José Andrés a été nommé l'une des 100 personnes les plus influentes au monde par Time en 2018.
- Pour son travail avec WCK, José Andrés a remporté le prix Princesse des Asturies 2021, dans la catégorie « Concorde »[4]
- En 2025, le président Joe Biden remet à José Andrés la Médaille présidentielle de la Liberté[5].